# Hersch Beker
Hersch Beker (* 9. November 1943 in Leningrad) ist ein israelischer Geschäftsmann und ehemaliger Bordellbetreiber im Frankfurter Rotlichtviertel. 1990 stand er im Mittelpunkt der Beker-Affäre, die auch den damaligen hessischen CDU-Ministerpräsidenten Walter Wallmann politisch belastete. Dieser hatte in seiner Zeit als Frankfurter Oberbürgermeister versucht, durch eine neue Sperrbezirksverordnung die Prostitution aus dem Bahnhofsviertel zu verdrängen. Im Rahmen der politischen Aufarbeitung der Affäre musste der hessische Innenminister Gottfried Milde zurücktreten, da er unrechtmäßig aus polizeilichen Abhörprotokollen zitiert hatte, um Wallmann zu entlasten. Beker gelang 1990 die Flucht nach Israel, er kehrte aber 1995 freiwillig zurück. Das Gerichtsverfahren gegen ihn endete 2000 mit einer Freiheitsstrafe auf Bewährung und einer Geldbuße wegen unerlaubtem Glücksspiel, Urkundenfälschung und Steuerhinterziehung.

## Beker-Affäre
Bekers Karriere begann als Rausschmeißer im Frankfurter Nachtclub Imperial unter der Geschäftsführung von Josef Buchmann, die Beker im weiteren Verlauf seiner Tätigkeit übernahm, nachdem Buchmann sich auf das Immobiliengeschäft verlagert hatte. Mit seinem Bruder Chaim Beker erwarb Hersch Beker in den 1970er und 1980er eine Reihe von Immobilien in Frankfurt, deren Wert schließlich auf über 200 Millionen DM geschätzt wurde. Einige der Immobilien, vor allem im Rotlichtviertel, vermietete oder verkaufte Beker zu dem Gewerbe entsprechenden hohen Preisen an die Stadt. Der Magistrat wollte dadurch mit Wallmanns Billigung die Unterstützung Bekers für die geplante Sperrbezirksverordnung gewinnen, mit der Prostitution und organisierte Kriminalität aus dem bisherigen Rotlichtviertel verdrängt werden sollten. In eines der gemieteten Häuser in der Kaiserstraße 52 zog beispielsweise das English Theatre. Damit wollte die Stadt das Bahnhofsviertel aufwerten und attraktiver für nicht zum Rotlichtmilieu gehörige Bürger machen. Die Stadt zahlte für das Gebäude zwischen 1989 und 2000 insgesamt 45 Millionen D-Mark an Beker. Einen Teil der Immobiliengeschäfte finanzierte die Stadt über die Stiftung Allgemeiner Almosenkasten. Im Gegenzug erwarb Beker fünf städtische Immobilien an der Breiten Gasse im Osten der Frankfurter Innenstadt, die nach der Sperrbezirksverordnung zur neuen Toleranzzone für Prostitution werden sollte.
Im November 1989 fand im Rahmen von Ermittlungen wegen verschiedener Delikte im Umfeld organisierter Kriminalität eine Hausdurchsuchung bei den Beker-Brüdern statt, bei der Dokumente gefunden wurden, die die engen Beziehungen zwischen Beker und städtischen Behörden belegten. Im weiteren Verlauf der Ermittlungen kam es zu einem Haftbefehl gegen Hersch Beker und mehrere städtische Beamte.

## Politische Folgen
Im Rahmen der Ermittlungen wurden Parteispenden Bekers an die CDU bekannt. Aufgrund der Beziehungen Bekers zum früheren Frankfurter CDU-Magistrat geriet Ministerpräsident Wallmann unter Druck der Presse und der Opposition im Landtag. Zu seiner Entlastung zitierte Innenminister Milde am 24. Oktober 1990 aus einem vom Bundeskriminalamt abgehörten Telefongespräch zwischen Beker und seinem Anwalt. Damit verstieß er gegen das Fernmeldegeheimnis. Milde übernahm die Verantwortung für diesen „politischen Fehler“ und trat am 6. November 1990 zurück. Die Opposition bezeichnete dies als Bauernopfer der Regierungspartei, um von Wallmanns Verantwortung abzulenken.

## Gerichtsverfahren
Beker gelang über Nacht anlässlich eines Krankenhausaufenthaltes 1990 die Flucht nach Tel Aviv, wo er die israelische Staatsbürgerschaft annahm. 1994 kehrte er nach Frankfurt zurück. Im November 1995 verurteilte ihn die Große Strafkammer des Landgerichtes Frankfurt am Main zu drei Jahren Freiheitsstrafe. Beker zahlte 29 Millionen DM hinterzogene Steuern nach und kam gegen Kaution auf freien Fuß. Der Bundesgerichtshof hob das Urteil am 17. August 1998 (5 StR 59/97) hinsichtlich des Strafmaßes auf, da die von Beker illegal betriebenen Spielkasinos nach geltendem Recht nicht umsatzsteuerpflichtig gewesen waren. Am 8. Februar 2000 endete die juristische Aufarbeitung der Beker-Affäre mit einem Urteil des Landgerichts Frankfurt. Das Strafmaß wurde auf ein Jahr und drei Monate Freiheitsentzug wegen unerlaubtem Glücksspiel, Urkundenfälschung und Steuerhinterziehung herabgesetzt, die gegen Zahlung einer Geldbuße von einer Million D-Mark zur Bewährung ausgesetzt wurden.